# Torric Jebrin
Torric Jebrin, né le 14 janvier 1991, est un footballeur ghanéen évoluant au poste de milieu offensif au TP Mazembe.

## Carrière en club

### Portsmouth
Il commence sa carrière à Hearts of Oak. Le 3 novembre 2008, Jebrin signe un contrat de trois ans avec le club anglais Portsmouth FC, club de collaboration de Hearts of Oak. Ayant fait plusieurs essais avec le Portsmouth FC, d'autres clubs comme Arsenal, Chelsea, l'Atlético Madrid, Lyon ou l'Inter Milan songent aussi à lui proposer une période d'essai.
Hearts et Portsmouth FC conviennet de signer des documents concernant le transfert de Jebrin à Portsmouth FC via un club en Belgique à partir du 1er janvier 2009. Jebrin est inscrit à un programme éducatif en Belgique et également en Angleterre, entièrement payé par Portsmouth. Le plan était de le prêter à un club belge, il est alors prêté au SV Zulte Waregem.

### Turquie
En janvier 2011, Jebrin signe un contrat de deux ans et demi avec le club turque de Bucaspor. Il joue pour le club à 26 reprises, marquant trois buts. 
En décembre 2011, Jebrin achève un transfert controversé à Trabzonspor, avec un transfert gratuit, après avoir résilié son contrat avec Bucaspor un mois plus tôt, sans justification. Bucaspor publie une déclaration selon laquelle Trabzonspor a attiré le footballeur en violation des règles de transfert et le conseil juridique de Bucaspor dépose une plainte auprès de la Fédération turque de football exigeant que Trabzonspor reçoive une interdiction de transfert pour ses faits,.

### Ismaily SC
Le 31 juillet, le club d'Ismaily SC en Égypte annonce la signature d'un contrat avec Jebrin pour trois ans avec un transfert gratuit. Jebrin s'est dit très heureux de signer un contrat avec un très grand club en Afrique, dans la région arabe et en Égypte.

## Carrière internationale
Il joue pour l'équipe nationale A' du Ghana et débute à 15 ans contre le Niger en avril 2008, tentant de se qualifier pour la première édition du Championnat d' Afrique des Nations, la nouvelle compétition pour les joueurs africains jouant dans les clubs de leur pays.